# Ippolito Rosellini
Ippolito Rosellini (Pisa, 13. kolovoza 1800. – Pisa, 4. lipnja 1843.), bio je talijanski egiptolog.  Nakon diplome iz teologije studirao je u Bolonji te je 1824. postao profesor orijentalnih jezika na Sveučilištu u Pisi. 
Bio je prvi učenik, prijatelj i suradnik Jean-François Champolliona.  
Susreli su se u Firenci tijekom Champollionovog studijskog putovanja i proučavanja staroegipatskih spomenika u zbirkama Torina,  Rima i Firence.
Godine 1827. Rosellini je otputovao u Pariz u svrhu proučavanja Champollionove metode dešifriranja egipatskih hijeroglifa. 
Champollion i Rosellini su potom organizirali znanstvenu ekspediciju koja je ostvarena uz pomoć toskanskog vojvode  Leopolda II.  i francuskog kralja Karla X. 
Poznata kao Francusko- toskanska ekspedicija, ova je misija krenula brodom u Egipat  21.srpnja 1828. godine. Rezultati proučavanja brojnih egipatskih spomenika uz Nil kasnije su objavljeni u Monuments de l'Egypte et de la Nubie (1845.). 
S obzirom na to da toskanske vlasti nisu željele financirati Rosellinija, odlučio se na samostalno izdavanje knjige. Stoga je poslao jednog svojeg suradnika u  Njemačku i Englesku kako bi unaprijed prodao kopije knjige te tako prikupio sredstva za štampanje. Champollion je pristao sudjelovati u pisanju dijelova knjige, no prekinula ga je prerana smrt 1832. godine. Konačna verzija dovršena je uz pomoć Champollionovog brata Jacques Joseph Champollion-Figeaca, koji je na kraju zahtijevao samostalno uredništvo, čime je ova suradnja završila.
Opširna publikacija u više svezaka Monumenti dell'Egitto e della Nubia objavljena je dijelom nakon Rosellinijeve smrti 1843. godine.  Podijeljena je na tri osnovna dijela: drevni spomenici, civilni spomenici i vjerski spomenici, a uključuje i Atlas s 390 velikih slika u boji talijanskih umjetnika (Giuseppe Angelelli, Salvatore Cherubini, Nestor L'Hote, Gaetano Rosellini). 